# ГЕС Yùtián
ГЕС Yùtián (玉田水电站) — гідроелектростанція у центральній частині Китаю в провінції Сичуань. Використовує ресурс із річки Нірі, правої притоки Дадухе, яка, своєю чергою, є правою притокою Міньцзян (впадає ліворуч до Янцзи).
У межах проєкту річку перекрили бетонною греблею висотою 16 метрів та довжиною 89 метрів. Вона спрямовує ресурс до прокладеного під правобережним гірським масивом дериваційного тунелю довжиною 12,8 км з діаметром 6,6 метра.
Основне обладнання станції становлять три турбіни потужністю по 31 МВт, які забезпечують виробництво 470 млн кВт·год електроенергії на рік.
Видача продукції відбувається по ЛЕП, розрахованій на роботу під напругою 220 кВ.